# Géczy Dávid
Géczy Dávid (Budapest, 1981. június 6. –) magyar reklámfilm- és filmrendező, forgatókönyvíró.
2015-ben A győztes című alkotását a Dán filmintézet az év legjobb 10 rövidfilmje közé válogatta. A Zeneakadémia imázsklipjei elnyerték a Chicagoi Nemzetközi Filmfesztiválon 2015-ben és 2017-ben az ezüst Hugo–díjat, és a berlini Red Dot mellett a Cannes-i Ezüst Delfint is. A Született muzsikusok című websorozatáért a Los Angeles Film Awards és a London Lowie Awards díját vehette át. 2020-ban a Concerto Budapesttel készült koncertfilm, amelynek vezető operatőre és a filmes részleg társrendezője volt, a Nemzetközi Velencei Televíziós Filmfesztivál (Venice TV Award) Arany Trófea díjában részesült. 2021-ben dokumentumfilmjével elnyerte a Magyar Mozgókép Fesztivál legjobb rövid dokumentumfilmnek járó díját.

## Életpályája
Nagyapja, Géczy József író, költő. Édesanyja Pirk Krisztina, édesapja Géczy Bálint – főgyártásvezető, PR szakértő, 1996–1998 között az állami ünnepek szervező bizottságának titkára, illetve minisztériumi sajtó és kommunikációs főosztályvezető helyettes –, akinek keresztapja Thurzó Gábor író, forgatókönyvíró Géczy József halála után nevelője lett.
1996–2000 között a II. Rákóczi Ferenc Gimnázium tanulója. Már a gimnázium alatt és befejezése után is a filmek közelében – videotékákban, mozikban, szakújságoknál – dolgozott, majd 2001–2006 között a Pázmány Péter Katolikus Egyetem Bölcsészet- és Társadalomtudományi Kar esztétika, kommunikáció szakán elvégezte a film, TV szakirányt. Tanárai többek között Dér András, Novák Emil, Horváth Z. Gergely, Vidovszky György, Kovács Ákos, Czeilik Mária voltak. Eleinte Szántó Andrással vágott, Belényi Zoltánnal, Kálmán Zoltánnal és Teszler Tamással forgatott, akik szintén „Pázmányosok” voltak. A pályán Farkas Dániel operatőr indította el, akivel azóta is sokat dolgoznak együtt, akárcsak Vojnits Márton zeneszerzővel – aki első filmzenéjét Géczy Dávid Stricik című filmjéhez írta – és Lecza Attila vágóval.
Az egyetem elvégzése után televíziós műsort és reklámfilmeket is rendezett. 2007-ben elkészült első kisjátékfilmje, a Hangár. Ettől az évtől 2009-ig a Magyar Televíziónál sorozatok és műsorok rendezője. Ekkor készült el második kisjátékfilmje, Stricik címmel. 2010-ben a Hamlet-illúziók című színdarab – ami a színház és mozgókép egyedi szintézisével jött létre a MASZK és az Anyaszínház koprodukciójaként – filmes társrendezője volt. Közben 2008-ban megalapította saját filmes cégét. 2012-ben Vér és tűsarok című kisfilmje kijutott a Cannes-i Filmfesztivál 'Short Film Corner' programjába.
A győztes című filmjéhez 2013-ban elnyerte a Nemzeti Média- és Hírközlési Hatóság Médiatanács Huszárik Zoltán-pályázatának támogatását. A forgatókönyvhöz Podmaniczky Szilárd Szép magyar szótár című művének egyik szócikkét vette alapul, főszerepben Lukáts Andor és Kamarás Iván látható. A filmet még 2014-ben levetítette a Magyar Televízió, 2015-ben pedig beválogatták a 40. alkalommal megrendezett Odensei Nemzetközi Filmfesztivál (OFF15) programjába, ami 2013 óta Dánia Oscar-díj előzsűrizésre jelölő A-kategóriás, a versenyszekcióban rövidfilmeket bemutató filmfesztiválja. A győztes bekerült a fesztivált szervező Dán Filmintézet „Best OFF15” – az összesen 101 versenyfilm közül a 11 „legjobb rövidfilmet” tartalmazó – válogatásába. 
A válogatott filmeket minden évben elsősorban a dán közép- és felsőfokú oktatási intézmények és a filmkultúra támogatására egy évre, a következő fesztiválig elérhetővé teszik. Továbbá 2016-ban – összesen négy magyar rövidfilmmel egyetemben – beválogatták a törökországi, 12. alkalommal megrendezett Akbank Rövidfilm Fesztivál "Special Screening" szekciójába, Géczy Dávid pedig meghívást kapott az "Experiences" elnevezésű kerekasztal beszélgetésre, amin Elma Tataragic (a Szarajevó Filmfesztivál kurátora) és Carter Pilcher (a ShortsTV International alapító vezérigazgatója) mellett Hörcher Gábor rendezővel képviselhette Magyarországot.
Szintén a Médiatanács támogatásával készült dokumentumfilm a 2009. január 7-én a Csepel-sziget Általános és Szakképző Iskolában történt csepeli kettős gyilkosságról Géczy Dávid rendezésében és Csarnai Attila újságíró – aki az eset jogerősen 2013. április 25-én lezárult büntetőperének valamennyi tárgyalási napján jelen volt – segítségével. A forgatást 2014-ben kezdték. A majd' egyórás dokumentumfilm végigköveti a két áldozat és a két gyilkos előéletét, bemutatja a tragédia pillanatait, és azokról az emberi motivációkról gondolkodik, amik a tetteseket cselekedetük elkövetésére indíthatták. A gyilkosság fél óráját rekonstruáló felvételeket az iskola vezetésének köszönhetően az eredeti helyszínen vették fel. A film bemutatója 2015. április 27-én volt, az Uránia Nemzeti Filmszínház dísztermében. A Népirtás Pozsonyligetfalun című dokumentumfilmje, ami a szlovákiai kitelepítésekkor legyilkolt családoknak és katonáknak állít emléket, elnyerte 2021-ben a Magyar Mozgókép Fesztivál legjobb rövid dokumentumfilmnek járó Magyar Mozgókép Díját. 2023-ban a filmet több helyen (például Washington, New York) vetítették a magyar diaszpórában.
Géczy Dávid 2013 óta dolgozik együtt Szabó Stein Imre író-rendezővel. Az első közös munkák a Liszt Ferenc Zeneművészeti Egyetemen, a Liszt Ferenc téri zenepalota megnyitó gálájára készült mozgókép-etűdök voltak. 2015 januárjában elkészítették az intézmény első Lisztérium "Ahol él a zene" című imázsfilmjét is, melynek különlegessége az volt, hogy a forgatásnak a közönség is aktív részese lehetett. A klip tavasszal a BBC és a Mezzo TV közönségéhez is eljutott, majd több nemzetközi díjat is elhozott rangos versenyeken. A 2020-ban bemutatott Szabó Stein Imre által rendezett Concerto Budapest & Kremerata Baltica koncertfilm, amelynek vezető operatőre és a filmes részleg társrendezője volt, Gidon Kremer (Kremerata Baltica) és Keller András (Concerto Budapest) főszereplésével, pedig megnyerte a Nemzetközi Velencei Televíziós Filmfesztivál (Venice TV Award) Arany Trófea díját előadó-művészet kategóriában.
A Game Over Club című első nagyjátékfilmjét 2018 nyarán, állami támogatás nélkül forgatta, és 2019 januárjában, majd hivatalosan ősszel tervezték bemutatni, de a film végül nem került a mozikba. A fekete komédia egy olyan estéről szól, ahol hat öngyilkosjelölt találkozik. A sikkasztó futballedzőt Kamarás Iván, a randifüggő kozmetikust Földes Eszter, a Darwin-díj mániás bányászt Szabó Győző alakítja, de főbb szerepekben játszik még Nagypál Gábor, Thuróczy Szabolcs, Reviczky Gábor és Végh Péter is.
A Magyar Film és Média Intézet reklámfilm készítői képzésének vezető előadója, 2015-től pedig a reklámfilm és videóklip készítői képzés vezetője. A reklamvideoklip.hu reklámfilm és videóklip tanfolyam vezető előadója.
2020-tól Pöltl Oxi Zoltán újságíróval közösen vezeti a 2020 Filmodüsszeia podcastet. Az online műsorban filmkritikákat készítenek hétről-hétre. .
2021-ben a szolnoki Alexandre Trauner Art/Film Fesztivál (ATAFF) nemzetközi zsűrijében többek között a brit Peter Webber filmrendezővel és a francia Jean Rabasse látványtervezővel együtt értékelte az alkotásokat.
2022–2023-ra elnyerte a Kőrösi Csoma Sándor Program ösztöndíját, melynek keretében a new yorki Amerikai Magyar Könyvtár és Történelmi Társulat és a Magyar Emberi Jogok Alapítványát (Hungarian Human Rights Foundation – HHRF) munkáját segíti filmesként.
Emellett filmes közönségtalálkozók moderátora. Hobbija az utazás.

## Elismerései
- 2024 Kellemes Apokalipszist! – Arany Blende – legjobb koncepció (a legjobb plakátok kategóriában)[39][40]
- 2023 Kellemes Apokalipszist! – Bécsi Független Filmfesztivál(wd) 2023 – legjobb kisjátékfilm[41][42]
- 2023 Kellemes Apokalipszist! – Stockholm City Film Festival June 2023 – Legjobb rövidfilm rendező[43][44]
- 2022 Sose félj! – Kassai Nemzetközi Filmfesztivál 2022/2023 őszi kiadás – legjobb videoklip[45]
- 2021 Népírtás Pozsonyligetfalun – 1st Monthly Film Festival – legjobb középhosszú egész estés dokumentumfilm nyertese, 2021 június (Udvardy Zoltánnal közösen)[46]
- 2021 Népírtás Pozsonyligetfalun – 1. Magyar Mozgókép Fesztivál – Magyar Mozgókép Díj a legjobb rövid dokumentumfilmnek[47]
- 2021 Ma is meghaltam százszor – 1. Magyar Mozgókép Fesztivál – Magyar Mozgókép Díj legjobb egész estés dokumentumfilm jelölés (Janovics Zoltánnal közösen)[48]
- 2020 Népírtás Pozsonyligetfalun – EduFilm Fesztivál 2020 december – legjobb dokumentumfilm (Udvardy Zoltánnal közösen)[49]
- 2019 Fesztivál Akadémia Budapest imázsfilm – Nemzetközi Digitális Művészeti és Tudományos Akadémia (IADAS), London, Lovie Award bronz – rövid formátumú reklámfilm kategória (Szabó Stein Imrével közösen)[50][51]
- 2018 Született muzsikusok – Los Angeles Film Awards szeptember, legjobb TV-sorozat (Szabó Stein Imrével közösen)[52][53]
- 2018 Született muzsikusok – IndieFest Film Award(wd), Amerikai Egyesült Államok, Awards of Merit (a Concerto Budapesttel és Szabó Stein Imrével közösen)[52][54]
- 2018 Vadásztársak – 2. Hét Domb Filmfesztivál, Komló, operatőri díj[55][56]
- 2018 Vadásztársak – IV. Nemzetközi Természetfilm Fesztivál, Gödöllő, a Szent István Egyetem különdíja (Tiszeker Dániellel közösen)[57][58]
- 2017 A zene határtalanul, a Bartók Világverseny és Fesztivál imázs szpot – Cannes Corporate Media & TV Awards Ezüst Delfin-díj (a Zeneakadémiával)[59][60]
- 2017 A zene határtalanul, a Bartók Világverseny és Fesztivál imázs szpot – 62. Red Dot dizájnverseny „piros pont” díj[m 1] (a Zeneakadémiával és az alkotócsapattal: Szabó Stein Imre, Fekete Balázs, Palovits Ildikó, Dobóczy Balázs)[59][62][62]
- 2017 A zene határtalanul, a Bartók Világverseny és Fesztivál imázs szpot – 53. Chicagói Nemzetközi Filmfesztivál(wd): Ezüst Hugo-díj (Szabó Stein Imrével)[63][64]
- 2015 A csepeli kettős gyilkosság – 4. Rádiós és Kamera Korrektúra díj portré-dokumentum kategória: harmadik helyezés (Csarnai Attilával és Skrabski Fruzsinával)[65][66]
- 2015 a Zeneakadémia imázsklipje – 60. Red Dot dizájnverseny „piros pont” díj[m 2] (a Zeneakadémiával)[68][69]
- 2015 A győztes – a Dán Filmintézet az Odensei Nemzetközi Filmfesztivál "11 legjobb rövidfilmje" (Best OFF15) közé válogatása[13]
- 2015 a Zeneakadémia imázsklipje – 51. Chicagói Nemzetközi Filmfesztivál: Ezüst Hugo-díj (Szabó Stein Imrével)[m 3][70][71]
- 2008 Hangár – 15. Országos Diákfilmfesztivál: különdíj
- 2008 Hangár – Tallinn VI. Nemzetközi non professzionális Filmfesztivál: speciális díj
- 2007 Hangár – Pécs Szemlétek Vízióaudiális Filmszemle és Művészeti Találkozó: közönségdíj[72]
- 2005 „Szekszárdi Örökség” – Szekszárd II. DIGI 24 rövidfilm fesztivál: 2. helyezett[73]
- 2003 „Falu Skizo” – Faludi Ferenc Akadémia: legjobb rövidfilm
- 2002 „Részegségek és tobzódások” – Faludi Ferenc Akadémia: legjobb rövidfilm

## Filmszemle, fesztivál részvételek
- Vadásztársak
2019 – 5. Magyar Filmhét (Ismeretterjesztő film)[74]
2018 – 2. Hét Domb Filmfesztivál[75]
2018 – IV. Nemzetközi Természetfilm Fesztivál (M5 tévépremier)[58][76]
- A csepeli kettős gyilkosság – hatalmat mindenáron
2016 – 2. Magyar Filmhét[77]
- A győztes
2016 – 12. Akbank Rövidfilm Fesztivál, Isztambul – Törökország[78][79][80]
2015 – 13. Bogoshorts bogotái rövidfilmfesztivál, Kolumbia[81][82][83]
2015 – 31. Interfilm nemzetközi rövidfilmfesztivál(wd), Berlin[84]
2015 – 11. BuSho Nemzetközi Rövidfilm Fesztivál[85][86]
2015 – 40. Odensei Nemzetközi Filmfesztivál (OFF15), fő versenyébe (The Main Competition) kerülés[12]
2015 – 25. MEDIAWAVE Fesztivál 2015[87]
2014 – Magyar Filmhét 2014[88]
- Vér és tűsarok/Blood and High Heels/
2013 – Alter-Native film festival[89]
2012 – Cannes-i Filmfesztivál, Short Film Corner portfóliójába kerülés
2012 – International Movie Trailer Festival[90]
- Stricik
2009 – 41. Magyar filmszemle
- Hangár
2008 – MEDIAWAVE Fesztivál 2008[91]
2007 – 39. Magyar filmszemle

## Filmes munkái

### Rendező
| - 2024 Minek ment oda (dokumentum-sorozat, Spektrum) - 2023 Kellemes Apokalipszist! (rövidfilm) - 2022 Abrakadabra - titokzatos bűvészettörténet (dokumentumfilm/reality sorozat, AMC–Spektrum) - 2022 Rodolfo - Vigyázat, csalok! (dokumentumfilm, társrendező: Kelle Botond) - 2020 Ma is meghaltam százszor (dokumentumfilm, társrendező: Janovics Zoltán) - 2020 Népírtás Pozsonyligetfalun (dokumentumfilm, társrendező: Udvardy Zoltán) - 2019 Game Over Club (első nagyjátékfilmje, 2018-ban forgatott, de bemutatásra nem került film) - 2018 Vadásztársak (dokumentumfilm) - 2018 Született muzsikusok (tízrészes „doku-reality” sorozat, társrendező: Szabó Stein Imre) - 2017 Szabó Zoltán, egy csodálatos elme (ismeretterjesztő film) - 2017 A két gróf Andrássy Gyula (tudományos ismeretterjesztő film) - 2016 Kurtág 90 fesztivál – születésnapi nagykoncert (BMC) - 2015 A csepeli kettős gyilkosság – hatalmat mindenáron (dokumentumfilm, társrendező: Csarnai Attila) - 2014 A győztes (kisjátékfilm) - 2014 Ég, föld, férfi, nő - Utazósáv Borbás Marcsival (ismeretterjesztő sorozat) - 2013 Humánus Alapítványi Általános Iskola (jótékonysági film) - 2013 Életművész (reality műsor) - 2012 Vér és tűsarok/Blood and High Heels (kisjátékfilm) - 2010 Stricik (rövidfilm) - 2010 Szép magyar szó-kép-tár (Tévésorozat - Podmaniczky Szilárd novella adaptációja) (2 epizód: Lakkoz, Keres) - 2008-2009 „...hol élsz Te” (heti sorozatműsor, m2) - 2007 Hangár (rövidfilm) - 2006–2008 „Vigyázz, kész, rajt!” (portréműsor sorozat) - 2006 Eastern (koprodukciós kiswesternfilm) - 2006 Horog (vizsgafilm) - 2005 Családi Kötelék (vizsgafilm) - 2005 Szekszárdi Örökség (rövidfilm) - 2004 Őrültek (nagyjátékfilm demo) - 2003 Falu Skizó (kisjátékfilm) - 2002 Részegségek és tobzódások (kisjátékfilm) Videóklipek: - 2022 Hajnóczy Soma – Fogalmad Sincs - 2022 Dolák-Saly Róbert - Sose félj! (Pszicho) - 2021 Dolák-Saly Róbert – Ahogy a szívén kifér (Apák napjára) - 2021 Déryné Társulat (zene, szöveg: Dánielfy Gergely) – Színház mindenkinek! - 2019 Pál Utcai Fiúk – Vaktyúk - 2019 Dolák-Saly Róbert – Nélkülem a világ (A nárcizmus dala) - 2018 Dér Heni – Sztori - 2018 Mano (Ráduly Botond Manó) – The Sound of Freedom - 2017 Kiscsillag – Mindig karácsony - 2017 Bagdi Bella és a Bakáts téri Ének-Zenei Általános Iskola kórusa – Gyújts egy gyertyát a Földért - 2017 Kiscsillag – Tenyeremből el - 2017 Adam Jona – Take Me For A Ride - 2016 Dér Heni – Mi lett veled? - 2015 Kiscsillag – Bújócska - 2015 Vojnits – Bucket List - 2015 Dr. Alban – Hurricane - 2015 Kullai Tímea – Szíved suttog - 2013 Tolvai Reny – Playdate - 2011 Stenk – Hangover Disco (főszerepben: Szabó Győző) - 2010 Animal Cannibals – Szájkarate | Reklámfilmek: - 2022 Nordart - Egy megbízható barát - 2022 Fátyol - Erdőn innen, városon túl (fikciós dokumentumfilm Csővárberki Fátyolról, az Egy a Természettel Vadászati és Természeti Világkiállítás kabalakutyájáról) - 2020 'Igazság, erő, felemelkedés - együtt tesszük naggyá a Kárpát-medencét!', az Alapjogokért Központ Magyarország 2020. augusztus 20. országimázsfilmje - 2019 'Fesztivál Akadémia Budapest imázsfilm' (társrendező: Szabó Stein Imre) - 2018 'Reptéri történetek', a Budapest Airport vírusvideó minisorozata - 2016 'A zene határtalanul', a Bartók Világverseny és Fesztivál kisfilmje (Zeneakadémia) - 2016 'Pázmány, a Te egyetemed!', a Pázmány Péter Katolikus Egyetem Bölcsészet- és Társadalomtudományi Karának imázsfilmje - 2016 Kastélyos Esküvő - 2016 A II. Marton Éva Énekverseny beharangozó videója (Zeneakadémia) - 2016 Dr. Steinberger tévéreklám - 2015 Marton Adrienn bemutatkozó videója - 2015 a Zeneakadémia Lisztérium "Ahol él a zene" című imázsfilmje - 2013 a ’Liszt Ferenc Zeneművészeti Egyetem’ 2013. október 22-ei megnyitóhoz készült kisfilmjei - 2013 ’szegedi Árkád’ - 2012 ’EuroGames’ - 2012 ’Cora’ - 2012 ’Online Resorts’ - 2011 ’Egis, Jovital Vitamin C’ Wolf Katival - 2011 ’Online Resorts’ vírusreklám - 2011 ’Btel’ vírusreklám - 2011 ’Shaolin Kung-Fu’ (Kung Fu Akadémia) - 2011 ’Vodafone Sztárvadász!’ - 2010 ’Ötkert’ vírusreklám - 2010 ’T-Home’ vírusreklám - 2010 ’Egis, Jovital Vitamin C’ - 2009 ’Budapest Fantom’ (Fővárosi Közterület-fenntartó Zrt.) ReVISION reklámügynökség - 2009 ’Provident’ Lowe GGK, kampányfilm - 2008 ’Bringázz inkább Te is!’ vírusreklám ReVISION reklámügynökség - 2008 ’Easy Hotel’ vírusreklám ReVISION reklámügynökség - 2008 ’Memolife’ ReVISION reklámügynökség Werkfilmek: - 2018 Vándorszínészek |

### Producer
- Vigyél el (2017, rövidfilm, Budapest Film Academy)[156][157]
- Carpathian Rhapsody (magyar cím: Kárpát rapszódia, 2021, kreatív producer, a Mezzo TV-n debütált egész estés fekete-fehér koncertfilm, Keller András művészeti koncepciója alapján Szabó Stein Imre rendezésében, a Concerto Budapest, Snétberger Ferenc, Roby Lakatos, Homoky Gábor és az Old Sounds közreműködésével készült)[158][159]

### Forgatókönyvíró
- 2022 Dolák-Saly Róbert – Sose félj! (Pszicho) (videoklip)[107]
- 2021 Dolák-Saly Róbert – Ahogy a szívén kifér (Apák napjára) (videoklip)[108]
- 2018 Game Over Club (nagyjátékfilm)
- 2014 A győztes (kisjátékfilm)
- 2012 Vér és tűsarok (Blood and High Heels)
- 2010 Stricik (rövidfilm)
- 2010 Szép magyar szó-kép-tár (Tévésorozat) (2 epizód: Lakkoz, Keres)
- 2007 Hangár (rövidfilm)

### Gyártásvezető
- 2008 Easy Hotel – reklám
- 2007 Gaushwheel – reklám
- 2006 Bob Schulz Hollywood Gothic Inc. 56-os

### Rendezőasszisztens
- 2008 ReVISION – Magyar Posta
- „Ezek megőrültek” – TV2 valóság show
- 2007 Jamais vu

### Operatőr
- 2022 Dolák-Saly Róbert – Sose félj! (Pszicho)[107]
- 2021 Dolák-Saly Róbert – Ahogy a szívén kifér (Apák napjára)[108]
- 2020 Ma is meghaltam százszor (dokumentumfilm)[96]
- 2020 Concerto Budapest & Kremerata Baltica – koncertfilm vezető operatőre és a felvétel társrendezője (Mezzo TV)[25][26]
- 2018 Reptéri történetek – vírusvideó minisorozat (Budapest Airport)[138]
- 2018 Vadásztársak
- 2017 Mindig karácsony – videóklip (Kiscsillag)[116]
- 2010- Suzuki Taxi – internetes sorozat (Suzuki)
- 2009- MÁSKÉPP, MINT MÁSOK – internetes sorozat (AXA)
- 2008- Babamama tudakozó
- 2007 Akik a lángot őrzik – dokumentum riportfilm[160]

Vital TV
- 2006–2007 Sat1
- 2006 Horog – vizsgafilm
- 2006 Cena hírügynökség
- 2005 Családi Kötelék – vizsgafilm

## Újságíró és moderátor
Újságíró:
- 2006 VOX magazin (filmkritikus)
- 2005 DVD magazin (filmkritikus)

Moderátor:
- 2009 CINEMA CITY: közönségtalálkozó moderátor
- 2008 ODEON LLOYD Kortárs Magyar Filmklub: állandó moderátor, filmklubvezető
- 2007 UNESCO /m2/ műsorvezető
- 2006-2007 LIFE filmklub (Cirkó-Gejzír, Toldi, Odeon): filmklubvezető